# Calau rinoceront
El calau rinoceront (Buceros rhinoceros) és una espècie d'ocell de la família dels buceròtids (Bucerotidae) que habita boscos del sud de Tailàndia, Malaca, Sumatra, Borneo i Java.